# Aubin Sparfel
Aubin Sparfel, né le 3 mai 2006 à Golbey dans les Vosges, est un coureur cycliste français. Professionnel depuis 2025, il porte les couleurs de l'équipe continentale Decathlon AG2R La Mondiale Development. Actif sur la route et spécialiste du cyclo-cross, son palmarès comprend notamment un titre de champion du monde de cyclo-cross en relais mixte obtenu en 2024.

## Biographie

### Débuts cyclistes et parcours chez les amateurs
Aubin Sparfel commence à s'illustrer au niveau national dans la catégorie cadets. Il se classe notamment deuxième d'une manche de la coupe de France de cyclo-cross derrière Baptiste Rouxel en 2021 puis deuxième du championnat de France de cyclo-cross 2022, seulement devancé par le futur professionnel Paul Seixas. Il s'adjuge également le classement général de la coupe de France de cyclo-cross juniors au mois de décembre de la même année.
Il dispute des courses avec la formation Decathlon AG2R La Mondiale U19 (une structure vouée à la détection des jeunes talents et liée à l'équipe World Tour du même nom) tout en étant licencié au Cycle Golbéen juniors en 2023 et 2024. C'est en cyclo-cross qu'il obtient ses meilleurs résultats au cours de la période. Membre à plusieurs reprises de l'équipe de France de la spécialité, il remporte les titres de champion d'Europe en relais mixte et de champion d'Europe juniors en 2023,. Il gagne également celui de champion du monde en relais mixte en 2024 et se classe quatrième de l'épreuve réservée aux juniors le lendemain après avoir été victime d'une crevaison dans le dernier tour alors qu'il était en tête de la course,. Sur le territoire français il s'adjuge à deux reprises le classement général de la coupe de France, chez les juniors en 2023 puis les espoirs en 2024. Il glane aussi plusieurs victoires dans sa catégorie sur des cyclo-cross inscrits au calendrier de l'UCI. Il s'impose notamment à Gernelle, Steinmaur et Pétange.
Sur la route, il termine deuxième du Trofeo Guido Dorigo, quatrième de Liège-Bastogne-Liège Juniors ou encore cinquième du LVM Saarland Trofeo (une manche de la coupe des nations) en 2023. L'année suivante, il s'adjuge une étape du Tour du Pays de Vaud et la huitième édition de la Route Thermale à Contrexéville. Par ailleurs, il termine dixième de Paris-Roubaix, cinquième de la Classique des Alpes et une nouvelle fois quatrième de Liège-Bastogne-Liège Juniors. Lors des championnats de France de l'avenir, il obtient une médaille de bronze grâce au relais mixte U17-U19. Il se classe également cinquième de la course en ligne et septième du contre-la-montre juniors. En septembre de la même année, il participe à la course en ligne des championnats d'Europe puis à celle des championnats du monde sous la bannière de l'équipe de France. Il termine dix-huitième de cette dernière épreuve.
Fin 2024, il signe un contrat professionnel avec la formation Decathlon AG2R La Mondiale Development,.

### Carrière professionnelle
Aubin Sparfel commence sa carrière professionnelle au sein de l'équipe continentale Decathlon AG2R La Mondiale Development en 2025. Pour ses débuts sous ses nouvelles couleurs, il participe à plusieurs cyclo-cross réservés aux espoirs. Il termine deuxième du championnat de France derrière Léo Bisiaux et troisième du classement final de la coupe du monde en janvier. Membre de l'équipe de France engagée aux championnats du monde le mois suivant, il s'adjuge la sixième place d'une course dominée par le Néerlandais Tibor Del Grosso.

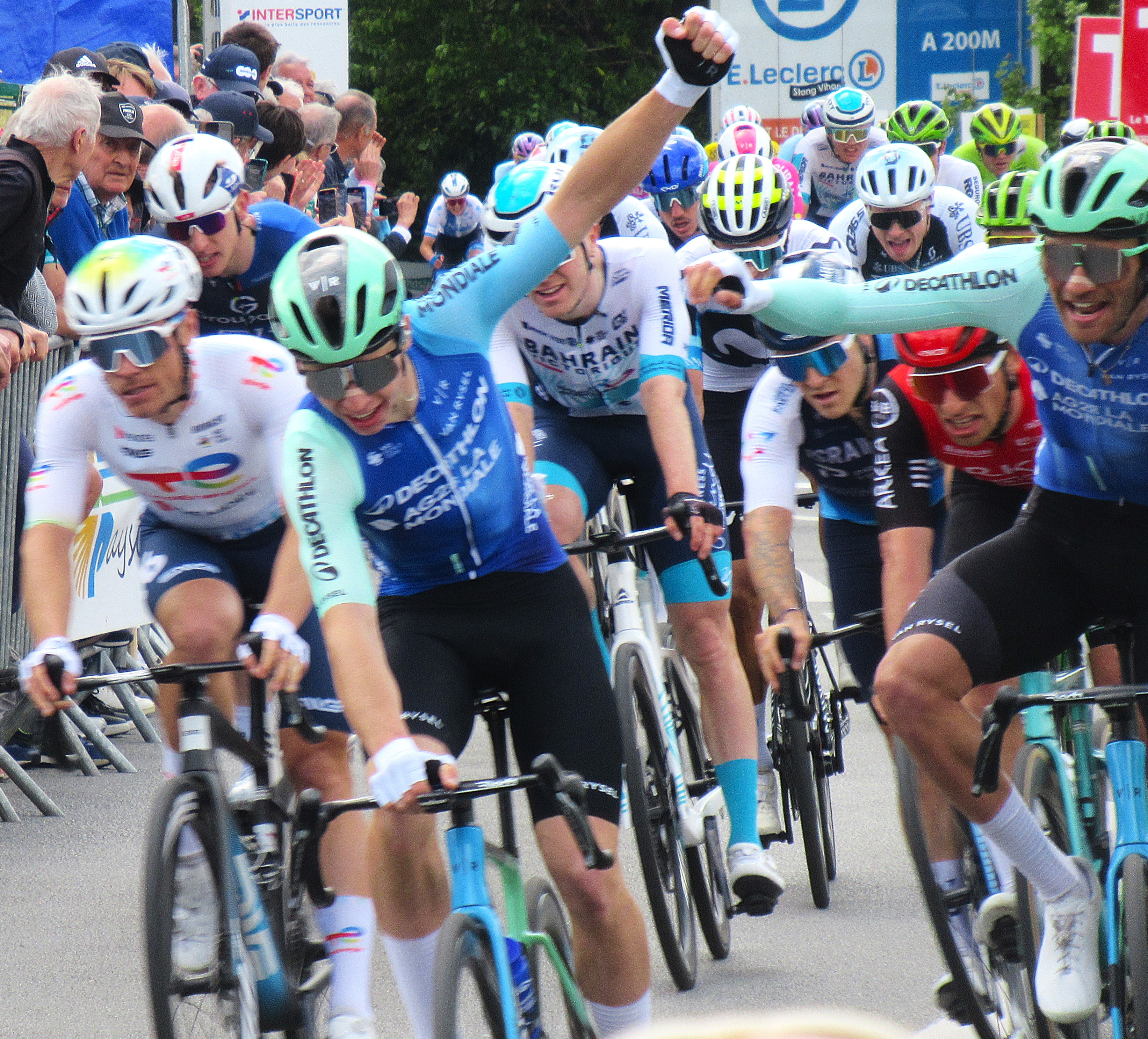
Première victoire professionnelle d'A Sparfel sur route lors du Tour du Finistère.

Aubin Sparfel effectue ses premiers pas professionnels sur route à la fin du mois de mars et au début du mois d'avril. Il participe à plusieurs courses françaises au cours de la période. D'abord engagé par son équipe sur la Roue Tourangelle, il prend part ensuite à différentes courses comme le Région Pays de la Loire Tour ou la semi-classique Paris-Camembert qu'il termine en vingt-quatrième position après avoir été membre d'une échappée en compagnie de ses coéquipiers Paul Seixas et Léo Bisiaux. Il obtient ses deux premiers podiums professionnels sur route au Tour de Bretagne où il se classe deuxième de l'avant-dernière étape derrière le Britannique Noah Hobbs et troisième du classement général final de cette course. Quelques jours plus tard, toujours en Bretagne, il remporte sa première victoire professionnelle devant les sprinteurs sur le Tour du Finistère et devient le plus jeune vainqueur de cette manche de la coupe de France de cyclisme sur route.
Au mois de juin, il s'adjuge le classement général de l'Alpes Isère Tour devant Maxime Decomble, un autre espoir du cyclisme tricolore. Il gagne également la dernière étape, le classement par points et le classement du meilleur jeune de cette course disputée en Rhône-Alpes. Il devient également le premier coureur français à remporter cette compétition depuis Paul Poux en 2012,. Quelques jours plus tard, il prend le départ du Tour d'Italie espoirs. Bien qu'il ne soit ni favori pour les étapes de montagne, ni pour les sprints massifs, Aubin Sparfel est considéré comme un outsider qui pourrait « contrarier sprinteurs et coureurs du général ». S'il termine loin au classement général, il remporte le classement par points de cette compétition après avoir obtenu quelques belles places d'honneur lors des différentes étapes. Au mois d'août, il s'adjuge la dernière étape du Tour Alsace puis participe, sans succès, aux Championnats de France de l'avenir avant de mettre un terme à sa saison sur route et d'entamer sa préparation pour les compétitions de cyclo-cross.

### Famille
Son frère ainé, Louis, est également coureur cycliste. Il évolue au sein de la formation Team Marni-N'side après avoir porté les couleurs du CC Étupes.

## Style et caractéristiques
En 2025, Aubin Sparfel estime aimer « un peu tous les styles » de terrain et se voit comme un chasseur d'étapes polyvalent.

## Palmarès

### Palmarès en cyclo-cross
- 2022-2023
  - 2e du championnat de France de cyclo-cross cadets
- 2022-2023
  - Classement général de la Coupe de France de cyclo-cross juniors
    - Coupe de France juniors #2, Nommay

  - Cyclo-cross de Gernelle Juniors, Gernelle
  - Cyclo-cross de Pétange Juniors, Pétange
  - Cyclo-cross d'Illnau Juniors, Illnau
  - 7e du championnat d'Europe de cyclo-cross juniors
- 2023-2024
  -  Champion du monde de cyclo-cross en relais mixte
  -  Champion d'Europe de cyclo-cross en relais mixte
  -  Champion d'Europe de cyclo-cross juniors
  - Coupe du monde de cyclo-cross juniors #3, Namur
  - Coupe du monde de cyclo-cross juniors #4, Anvers
  - Coupe du monde de cyclo-cross juniors #5, Benidorm
  - Classement général de la Coupe de France de cyclo-cross juniors
    - Coupe de France juniors #1, Quelneuc
    - Coupe de France juniors #2, Quelneuc
    - Coupe de France juniors #3, Albi
    - Coupe de France juniors #4, Albi
    - Coupe de France juniors #5, Flamanville
    - Coupe de France juniors #6, Flamanville

  - Cyclo-cross de Steinmaur Juniors, Steinmaur
  - 2e du championnat de France de cyclo-cross en relais mixte
  - 2e de la coupe du monde de cyclo-cross juniors
  - 4e du championnat du monde de cyclo-cross juniors
- 2024-2025
  - Classement général de la Coupe de France espoirs
    - Coupe de France espoirs #1, Nommay
    - Coupe de France espoirs #3, Pierric
    - Coupe de France espoirs #4, Pierric
    - Coupe de France espoirs #5, Troyes
    - Coupe de France espoirs #6, Troyes
    - Coupe de France espoirs #7, La Ferté-Bernard
    - Coupe de France espoirs #8, La Ferté-Bernard

  - 2e du championnat d'Europe de cyclo-cross en relais mixte
  - 2e du championnat de France de cyclo-cross espoirs
  - 3e du championnat d'Europe de cyclo-cross espoirs
  - 3e de la coupe du monde espoirs
  - 6e du championnat du monde de cyclo-cross espoirs

### Palmarès sur route
- 2023
  - 2e du Trofeo Guido Dorigo
- 2024
  - 4e étape du Tour du Pays de Vaud
  - 3e du championnat de France de relais mixte U17-U19
- 2025
  - Tour du Finistère
  - Alpes Isère Tour :
    - Classement général
    - 5e étape

  - 5e étape du Tour Alsace
  - 3e du Tour de Bretagne

## Classements mondiaux
Sa vingt-quatrième place lors de la semi-classique Paris-Camembert 2025 lui permet d'apparaitre pour la première fois dans le classement mondial de l'UCI le 8 avril 2025.